# Brochantita
La brochantita o brocancita es un mineral del grupo de los minerales sulfatos. Es un hidroxisulfato de cobre muy común, con la típica coloración verde de los minerales del cobre. Sinónimos muy poco usados de este mineral son: blanchardita, konigita, krisuvigita y waringtonita.
Descubierto por primera vez en 1824 en el yacimiento de cobre Mednorudjanskoje en Nizhny Tagil / Yekaterimburgo, en el óblast de Sverdlovsk, Rusia, descrito por Armand Lévy (1795–1841) y nombrado en honor de André Brochant de Villiers (1772–1840).

## Ambiente de formación
Aparece en climas áridos o en depósitos de sulfato de cobre en proceso de oxidación rápida bajo condiciones de baja acidez, junto a otros asociados a él como azurita o malaquita, en los yacimientos de cobre. Es por tanto secundario, pudiendo a su vez alterarse a crisocola.

## Localización y extracción
La brochantita es un mineral codiciado por los coleccionistas, por sus cristales verdes tan llamativos, y en algunas ocasiones ha sido utilizado como mena de cobre.
Aparece abundante en el desierto de Atacama (Chile), en los montes Urales (Rusia), Inglaterra, Italia, Rumanía, Zaire y Estados Unidos. En España se encuentra en las minas de Riotinto (Huelva) y en la sierra Almagrera (Almería).